# Funkce (organizace)
Funkce v instituci, organizaci, společenství nebo veřejném životě označuje pracovní zařazení nebo řídící místo. Zodpovědná osoba tuto pozici získává typicky jmenováním do funkce, například manažeři, s kompetencemi a odpovědnostmi svěřenými na základě jmenování zřizovatelem nebo nadřízeným. Ten nadřízený také typicky drží projektové-operativní zdroje a své jmenované podřízené alokuje podle potřeb svých projektů. Souběžné organizačně-kariérní a na druhé straně funkčně-pracovní hierarchie tak dohromady vytvářejí struktury pro maticové řízení, obdobně jako v managementu souběžných projektů přes vícero oddělení ve firmách, kde průnikem jsou jednotlivé pozice. Funkcí pověřená osoba se tedy sice zodpovídá dvěma různým nadřízeným, každému však v jiných tématech. Operativní řízení pracovníka přiděleného na danou práci typicky mívá jeden manažer, pro běžnou každodenní interakci, druhý manažer pak například vůči jmenovanému vystupuje v roli profesního garanta, například mu organizuje další vydělávání a spíše dlouhodobé cíle.

## Armádní příklad - náčelník štábu
V armádě jde vedle vojenské hodnosti o souběžné a na ní nezávislé zařazení, tentokrát ne podle doby či úspěšnosti kariéry, nýbrž podle vzdělání a profesní kvalifikace. Pracovní funkce tedy je komplementem k hodnosti.
Funkce náčelníka štábu je příkladem funkce nezávislé (do určité míry) na konkrétní vojenské hodnosti: Protože účelem štábu organizování administrativy, velitel dané úrovně touto administrativou, vedením svého štábu, pověřuje svého podřízeného, typicky takového, kterému sám důvěřuje. Náčelníka štábu mu tak může dělat jeho kolega s hodností o jediný stupeň nižší, anebo i podřízený s hodností výrazně nižší, zato snad kvalifikovaný.